# بيورن ليندمان
بيورن ليندمان (بالألمانية: Björn Lindemann)‏ (23 يناير 1984 في ألمانيا - ) هو لاعب كرة قدم ألماني في مركزي الوسط والهجوم. لعب مع بادربورن 07 وكارل زايس يينا ونادي أوسنابروك ونادي ماغديبورغ وهانوفر 96 وهولشتاين كيل وNakhon Ratchasima F.C. ‏ وArmy United F.C. ‏ ونادي لوبيك ‏ وSuphanburi F.C. ‏.

## وصلات خارجية
- بيورن ليندمان على موقع قاعدة بيانات كرة القدم.إي يو (الإنجليزية)
- بيورن ليندمان على موقع بيانات كرة القدم. دي إي (الألمانية)
- بيورن ليندمان على موقع Soccerway.com (الإنجليزية)
- بيورن ليندمان على موقع عالم كرة القدم.نت (الإنجليزية)